# Sainte-Eugénie-de-Villeneuve
Sainte-Eugénie-de-Villeneuve is een gemeente in het Franse departement Haute-Loire (regio Auvergne-Rhône-Alpes) en telt 95 inwoners (2009). De plaats maakt deel uit van het arrondissement Brioude.

## Geografie
De oppervlakte van Sainte-Eugénie-de-Villeneuve bedraagt 6,0 km², de bevolkingsdichtheid is dus 15,8 inwoners per km².
De onderstaande kaart toont de ligging van Sainte-Eugénie-de-Villeneuve met de belangrijkste infrastructuur en aangrenzende gemeenten.

## Demografie
Onderstaande figuur toont het verloop van het inwonertal (bron: INSEE-tellingen).